# Кал Дрого
Кал Дрого (енгл. Khal Drogho) је измишљени лик из серије епско-фантастичних романа Песма леда и ватре америчког аутора Џорџа Р. Р. Мартина и њене телевизијске адаптације Игра престола.
Представљен у роману Игра престола 1996. године, Дрого је кал, вођа Дотрака, племена ратника који лутају континентом Есосом. Сматра се најјачим и најзастрашујућим од свих калова. Висерис Таргарјен продао му је своју млађу сестру Денерис као невесту, да би обезбедио савез са Дотрацима. Њена веза са њим, која је уследила и њено упознавање са бруталним светом Дотрака, показали су се као фундаментални за њен развој и као владарке и као освајача.
У HBO-овој телевизијској адаптацији, тумачио га је Џејсон Момоа.